# Paralichthys
Paralichthys é um género de peixes teleósteos da ordem dos pleuronectiformes, subordem dos pleuronectoideos. É o género tipo da família dos paralictíidos.
Este género compreende de 15 a 20 espécies, próprias das costas atlânticas e pacíficas do continente americano e das costas asiáticas do Pacífico Centro-Oriental, muitas delas de interesse pesqueiro.

## Taxonomia
O género foi descrito em 1858 pelo zoólogo estado-unidense de origem francesa Charles Frédéric Girard.

### Etimologia
Paralichthys está formado pelo elemento do latim científico paral-, derivado do termo do grego antigo παράλιος (parálios), que significa "situado junto ao mar", "costeiro" (como adjetivo), e "costa", "ribeira" (como substantivo), e o termo grego ἰχθύς (ichthýs), "peixe". Literalmente: "os peixes que vivem na beira do mar".

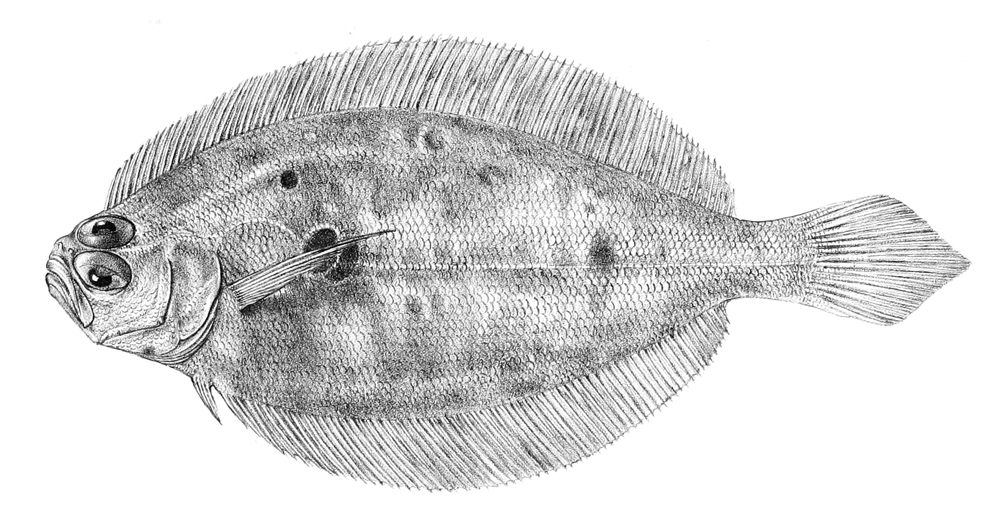
Paralichthys brasiliensis.

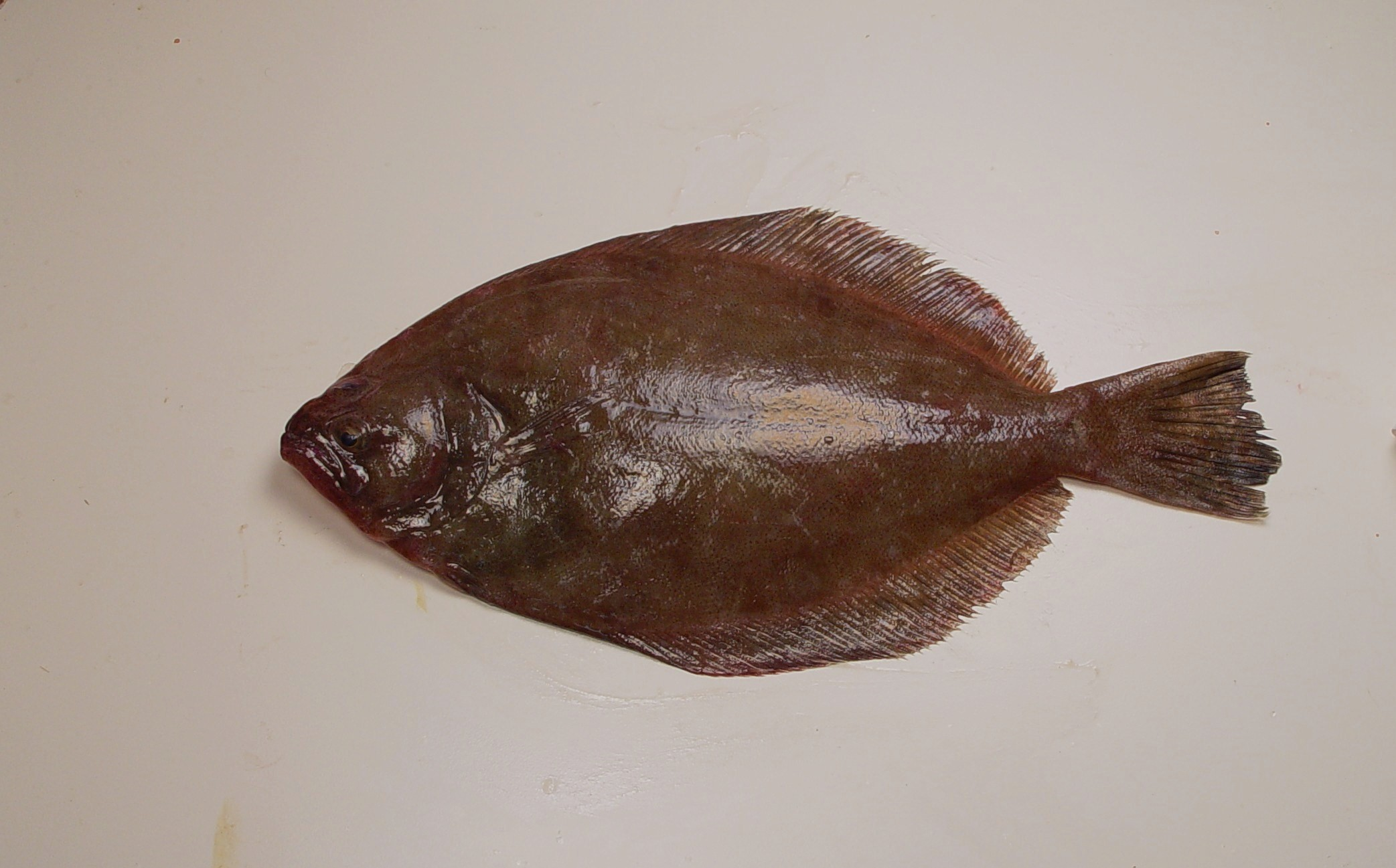
Paralichthys lethostigma.

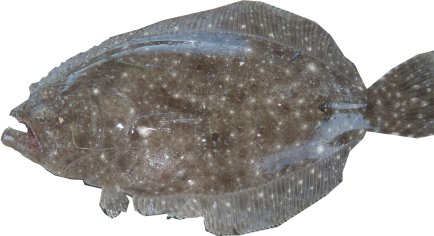
Paralichthys orbignyanus.

### Espécies
Atualmente, neste género se reconhecem as seguintes espécies:
- Paralichthys adspersus (Steindachner, 1867)
- Paralichthys aestuarius C. H. Gilbert & Scofield, 1898
- Paralichthys albigutta D. S. Jordan & C. H. Gilbert, 1882
- Paralichthys brasiliensis (Ranzani, 1842) - Linguado-preto ou linguado-de-praia
- Paralichthys californicus (Ayres, 1859)
- Paralichthys delfini Pequeño & Plaza, 1987
- Paralichthys dentatus (Linnaeus, 1766)
- Paralichthys fernandezianus Steindachner, 1903
- Paralichthys isosceles D. S. Jordan, 1891
- Paralichthys lethostigma D. S. Jordan & C. H. Gilbert, 1884
- Paralichthys microps (Günther, 1881)
- Paralichthys oblongus (Mitchill, 1815) Classificado como Hippoglossina oblonga (Mitchill, 1815) por várias autoridades, incluindo o WoRMS e a FishBase.
- Paralichthys olivaceus (Temminck & Schlegel, 1846)
- Paralichthys microps (Günther, 1881)
- Paralichthys orbignyanus (Valenciennes, 1839)
- Paralichthys patagonicus D. S. Jordan, 1889
- Paralichthys squamilentus D. S. Jordan & C. H. Gilbert, 1882
- Paralichthys triocellatus A. Miranda-Ribeiro, 1903
- Paralichthys tropicus Ginsburg, 1933
- Paralichthys woolmani D. S. Jordan & T. M. Williams, 1897